# Ortodox kereszténység
Az ortodox kereszténység más néven pravoszláv egyház, régiesen görög(keleti) egyház vagy óhitűek, görög ortodox egyház, a kereszténység három fő ágának egyike a katolicizmus és a protestantizmus mellett. Mind történelmileg, mind híveinek létszámát tekintve a keleti kereszténység egyik fő irányzata, amely földrajzilag elsősorban az egykori Keletrómai Birodalom területén, illetve attól keletre számít meghatározónak; hívei főleg a Balkánon, a Közel-Keleten és a volt szovjet országokban élnek.
Nincs központosított egyházszervezetük, jelenleg négy ősi patriarchátus és számos önálló nemzeti egyház alkotja az ortodoxiát. Az ortodox egyház nem egyetlen szervezetet jelent, hanem 15 önálló helyi egyházat tömörít magába, melyek autokefális ortodox egyházakba szerveződnek (görög, orosz, román, szerb, bolgár, albán stb.), liturgikus (eucharisztikus) közösségben egymással. Egységesek a szentségekről, tantételekről, liturgiáról és egyházvezetésről vallott nézeteik, de mindegyik autonóm módon, önállóan kormányozza magát.
Az egyes ortodox egyházak élén a pátriárka áll. A konstantinápolyi pátriárkát tekintik az ökumenikus – vagy egyetemes – pátriárkának. Szerepe valamelyest hasonló a római katolikus pápáéhoz, ám a pápával ellentétben, akit Vicarius Christi (Krisztus földi helytartója) néven említenek, a konstantinápolyi püspök az ortodox hit szerint primus inter pares, azaz „első az egyenlők közt”. Különleges tiszteletet élvez, de nem avatkozhat bele a 14 másik ortodox részegyház ügyeibe.
Az ortodox keresztények önmeghatározása szerint az ortodoxia az egyetemes kereszténység egyetlen legitim örököse, amely egyedüliként őrizte meg Jézus és a 12 apostol tanításait változtatás nélkül, úgy ahogy ezt a hét egyetemes zsinat meghatározta. Az ortodox keresztények nem ismerik el azokat a dogmákat, amelyeket az első hét egyetemes zsinat után fogalmaztak meg Nyugaton (ilyen a Szentléleknek az Atyán kívül a Fiútól származtatása, Mária szeplőtelen fogantatása). A keleti egyházak nem ismerik el a római pápát a legfőbb méltóságnak.
A katolicizmussal történő kölcsönös kiátkozását 1965. december 7-én oldotta fel VI. Pál pápa és I. Athenagorasz konstantinápolyi pátriárka.

## Etimológia, elnevezései
Az ortodoxia görög eredetű összetett szó (ορθο orto + δοξα doxa) jelentése ’igaz hit’. Ennek tükörfordítása a szláv pravoszláv szó.
Területi eredetéből adódóan szokás keleti kereszténységről beszélni, ami azonban pontatlan, mert az ortodox kereszténység csak egyik – bár legnagyobb – ága a keleti kereszténységnek.
Magyar sajátosság a görögkeleti műszó, amelyet – történelmi összefüggései ellenére – a magyarországi ortodoxok egy része pejoratívnak és kirekesztőnek tartott és mindig is visszautasított.

## Történelem
A kereszténység a Római Birodalomban született, és kezdeti története – különösen a mediolanumi ediktumot követően – elválaszthatatlanul összekapcsolódott a birodalom történetével. Amikor Nagy Konstantin 330-ban a székhelyét Rómából Bizáncba helyezte át a konstantinápolyi püspök (pátriárka) tekintélye is növekedni kezdett, de ugyanakkor a császár teljes kiszolgálója lett (ld. cezaropapizmus). Ezzel egyidejűleg a római püspök (pápa) helyzete is megváltozott. A római püspökök kezdtek úgy viselkedni, mint a Nyugat egyedüli és kizárólagos urai (nemcsak vallási, hanem ún. világi ügyekben is), akikre a hatalmat a császár ruházta át.
Később, a Nyugatrómai Birodalom bukása után a keleti és nyugati egyház közti különbségek mindjobban kiéleződtek. E különbségek jelen voltak a vallásos élet csaknem minden területén: a filozófiai alapvetésben, a dogmatikában, a liturgiában, a hitéletben, a misztikában, a művészetben – és nem utolsósorban az egyházszervezeti és politikai kérdésekben. A keleti és nyugati térség hitélete a kezdetektől különbözött, a birodalom kettészakadása azonban politikailag is izolálta a két térséget. Az ortodoxok leginkább abban különböznek a katolicizmustól, hogy a 4. század utáni zsinati értelmezéseket és teológiai újításokat nem fogadják el.
Az 1. évezredben az egyháznak – a birodalom tagoltságának megfelelően – öt központja volt: (Róma, Konstantinápoly, Jeruzsálem, Alexandria és Antiochia). Ezek közül Róma vitathatatlanul élvezett bizonyos tiszteleti elsőséget, ezt azonban csak a katolikus értelmezés tekinti egyértelműen joghatósági jellegűnek. A más alapon álló egyháztörténelmi szemlélet szerint az elsőség csupán tiszteletbeli volt; a római egyház (és püspöke, a pápa) nem az egész kereszténység vezetője, legfeljebb primus inter pares: első az egyenlők között. A második legfontosabb egyház Konstantinápoly volt. Ez – egységesen a másik három keleti egyházzal – határozottan visszautasította Róma egyeduralmi törekvéseit. Az ellentétek végül az 1054-es nagy egyházszakadásban konkludáltak, amikor is a keresztény világ két felének vezetője kölcsönösen kiközösítette a másikat.
A 11-12. században magyarországon a "Türkiai Metropolitanátus" keleti ortodox egyházmegye (eparchia) létezett, miután Zsombor gyula 952 körül Konstantinápolyban felvette a keresztséget.
A szakadást csak mélyítette az 1204-es IV. vagy latin keresztes háború, amelynek során a keresztes lovagok az eredeti cél, Jeruzsálem felszabadítása helyett Konstantinápoly ellen vonultak, lerombolták és kirabolták a várost, és létrehozták a Latin Császárságot.
Az oroszországi ortodox egyházon belül az ortodox ,,óhitűek" és az ,,újhitűek" elvei között is hatalmas szakadás következett be, mivel a 17. században a frissen megválasztott Nyikon pátriárka – Alekszej Mihajlovics cár segítségével a vallást megreformálta. A megreformált vallás tulajdonképpen visszatérés volt az eredeti bizánci keresztény dogmákhoz. Az óhitűek egyik szónoka Iván Nyeronov, a másik Avvakum protopópa volt, elveikhez csatlakozott Pavel kolomnai püspök is. Az óhitűek ragaszkodtak az olyan hagyományokhoz, mely szerint például a keresztvetés két összezárt ujjal történjen. A győzedelmes újhitben, mely az üldöztetések, vérontások és máglyán való önégetéseket követően terjedt el, a keresztvetés a homlok és a szív után jobbról balra irányban történik úgy, hogy 3 összefogott ujjukkal érintik meg a vállukat, valamint elterjedt a nagyböjti ima alatti meghajlás is.

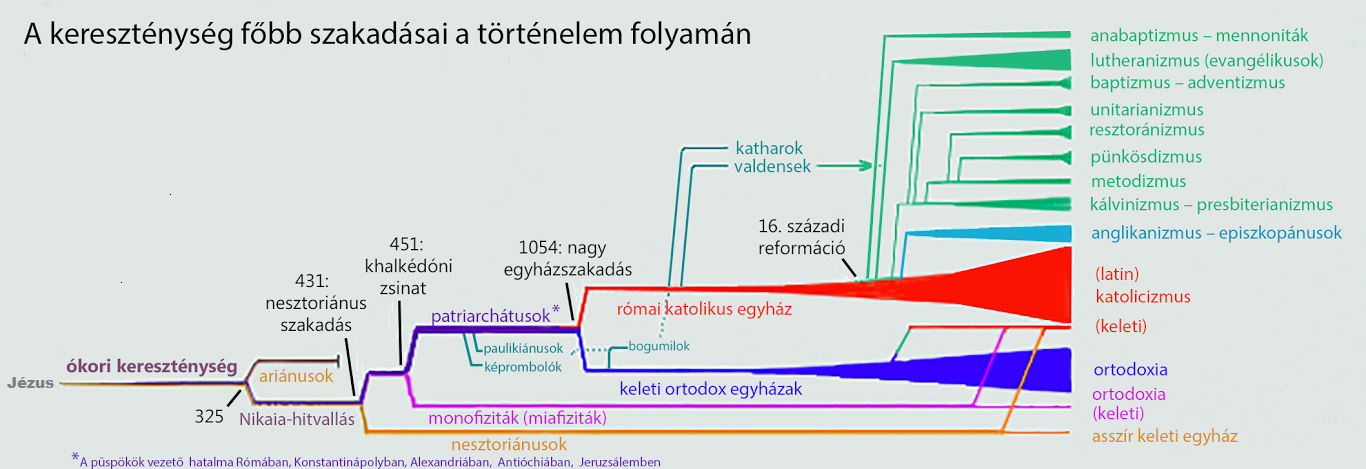
Az ortodox kereszténység sötétkék vonallal

## Teológia

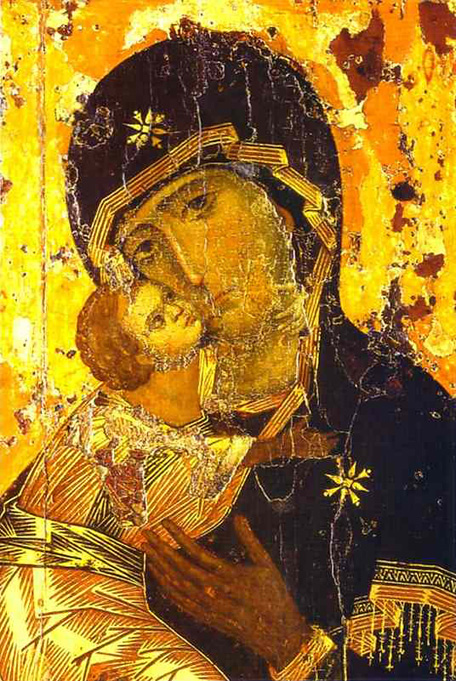
Vlagyimiri Istenszülő (12. század). Jelenleg a Tretyakov Képtárban található

Az ortodox történelemértelmezés szerint a kereszténységnek eddig hét egyetemes zsinata volt. Az ortodoxia teológiai alapját mind a mai napig az e hét zsinaton definiált hittételek alkotják. (A katolikusokkal ellentétben, az ortodoxok saját zsinataikat sosem nevezték egyetemesnek, mivel úgy tartják, hogy egyetemes zsinat csak az egyházszakadás megszüntetése után tartható.) Mivel a keresztény hit alapvető kérdéseit e zsinatokon tisztázták, a legtöbb dogmatikai kérdésben kelet és nyugat között nincs lényeges eltérés. Így az ortodoxia – a katolicizmussal közösen – vallja
- a Szentháromságot,
- Jézus feltámadását és
- kettős (isteni és emberi) természetét (krisztológia),
- a Szentírás sugalmazott voltát,
- a hét szentséget,
- az utolsó ítéletet,
- a szentek tiszteletét, különös tekintettel
- Máriára, akit ők Istenszülőnek neveznek. (→ ortodox szentek listája)

Az ortodox hit összefoglalása a (Filioque betoldás nélküli) Nikaia–konstantinápolyi hitvallás.
Az ortodoxiában a Biblián és a hét egyetemes zsinat határozatain túlmenően az egyházatyák és a szentek írásainak is a hitet meghatározó tekintélyt tulajdonítanak. Az ortodox teológia és misztika egyik kulcsfogalma a theoszisz (átistenülés), amely szerint az isteni természet radikálisan átalakítja a hívő emberi természetét, és a szentekben magának Istennek a dicsősége ragyog, és mind írásaik, mind ábrázolásaik az isteni jelenlét hordozói. Ezért kiemelt szerep jut mind a liturgiában, mind a személyes hitben az ikonok tiszteletének.
Az egyetemes zsinatok mellett fontos része az egységes ortodox teológiai gondolkodásnak az Szent Atyák egyetértése (Consensus Patrum). Eszerint az Istenhez közel álló, istenismerő, szentéletű tanítók, habár mint egyének nem tévedhetetlenek, de az Egyházon kétezer éven keresztül átívelő közösségük, és a tanításaikban megnyilvánuló egységes nézetek a Szentlélek által az igaz hit hordozói, és mint ilyenek a hitélet, a teológia és az egyházi gyakorlatok forrásai és hivatkozási alapjai. Az Atyák konszenzusa az ortodox "szóbeli" hagyomány egyik legfontosabb része, és az egyetemes zsinatok döntéseivel együtt az Egyház Szentlélektől származó kollektív bölcsességének és tévedhetetlenségének megnyilvánulása.

## Szentségek
Az ortodox egyházban a szentségeket hivatalosan "szent titkoknak" nevezik. Hét szentséget különböztetnek meg: a keresztséget, a bérmálást, a szent áldozást, a bűnbánat (gyónás) szentségét, a szent kenetet, a házasságot, s a papi rendet.
A szentségek megkülönböztetésének gyakorlatát az ortodox egyház a római katolikusoktól vette át. Ez nem tartozik az Egyház ősi gyakorlatához, és bizonyos fokig félrevezető is lehet, mert úgy tűnhet, hogy csak hét külön rítus van, amelyek "szentségek", és az Egyház életének összes többi megnyilvánulása alapvetően különbözik ezektől. Az ortodox egyház legősibb és leghagyományosabb gyakorlata az, hogy mindent, ami az Egyházon belül van és történik szentnek és misztikusnak tekint.

### A keresztség
Az Egyházban a keresztség a Sátán elutasításával és Krisztus elfogadásával kezdődik. Mielőtt valakit megkeresztelnek, a személy – vagy nevében támogatói, keresztszülői – nyilvánosan elmondja a keresztény hitvallást, a Hiszekegyet. Mivel a keresztszülő a gyermek nevében beszél, támogatja belépését az Egyházba és a keresztvízből "befogadja" a gyermeket az Egyházba, a keresztszülőnek magának is az Egyház tagjának kell lennie.
A hit megvallása után a pap imádkozik a keresztvíz fölött és megáldja azt, mint Isten teremtésének és jóságának jelét. A megkeresztelendő személy fölött is imát mond és megáldja szent olajjal. Majd az Alleluja ("dicsérjétek az Urat") ünnepélyes eléneklése után háromszor vízbe meríti az Atya és Fiú és Szentlélek nevében.
Az alámerítés által a megkeresztelt személy meghal a világnak és újjászületik Krisztus feltámadásában az örök életre.
Ősi időkben ez a körmenet a keresztelőkápolnától a templomig vezetett, ahol az újonnan megkeresztelt részesült a Szent Eucharisztiában a Liturgia folyamán, mivel a keresztelőt általában a Húsvéti Liturgiával kötötték össze. Ma a Húsvét éjjeli körmenet a templom körül nem más, mint emlékezés arra, hogy meg vagyunk keresztelve.

### A bérmálás
A bérmálás szentségével megkapja a hívő a "Szentlélek ajándékának pecsétjét". A keresztség személyes részvétel a húsvétban, Krisztus halálában és feltámadásában; a bérmálás pedig ugyanolyan részvétel a pünkösdben, a Szentlélek eljövetelében.
A bérmálás szentségét konfirmációnak is szokás nevezni, de az ortodox egyházban mindig a kereszteléssel együtt végzik, mely után a megkeresztelt (általában csecsemő) azonnal áldozhat, azaz részesülhet a szent eucharisztiában.
Az ortodox egyházban úgy szolgáltatják ki a bérmálás szentségét, a Szentlélek ajándékát, hogy a test minden részét megkenik egy különleges olajjal, amelyet szent kenetnek hívnak. Ezt az olajat, miront (mirrhát) az egyház püspökei készítik el nagycsütörtökön.

### A szent eucharisztia
Az ortodox hagyományban a szent eucharisztiát a "szentségek szentségének" is nevezik.
Az eucharisztia szó jelentése – hálaadás. Ezt az elnevezést kapta a szent étkezés, nemcsak maga a kenyér és a bor, hanem az egész esemény: az összejövetel, az imádkozás, a Szentírás felolvasása, Isten igéjének a hirdetése, a Krisztusra való emlékezés és az Ő testének és vérének elfogyasztása, ővele, az Atyával és a Szentlélekkel való közösségben.
A szent eucharisztia titka meghaladja a pusztán racionális, logikus elemzést és magyarázatot. Azért, mert az eucharisztia – mint maga Krisztus – valóban Isten országának a titka, amely, Jézus szavaival, "nem e világból való". Mivel az eucharisztia Isten országához tartozik, ezért teljes mentes a bukott emberiség "földi" logikájától.

### A bűnbánat
A gyónás szentsége Istennel való kibékülésünknek a jele az egyházban, miután a bűn elválasztott minket az egyház életétől.
Nem minden bűn teszi szükségessé a szentségi gyónást. Ez nyilvánvaló, hiszen a keresztény ember soha nem lehet teljesen bűntelen. Bizonyos súlyos bűnök azonban, vagy a hosszú távolmaradás a szentáldozástól, szükségessé teszik a szentségi gyónást. Ezenkívül, a Krisztussal közösségben élő kereszténynek azért kell rendszeresen járulnia ehhez a szentséghez, hogy tudatosan megalázza magát Isten előtt, és az egyház lelkészétől vezetést kapjon a keresztény élethez. Az ortodox egyház azt tanítja, hogy a szentségi gyónás szükséges mindazoknak, akik szent eucharisztiához járulnak, ha súlyos bűnöket követtek el, vagy hosszú ideig távolmaradtak az áldozástól.
Az ortodox egyház szigorúan ragaszkodik a Bibliának ahhoz a tanításához, hogy csak Isten bocsáthatja meg a bűnöket, hogy ezt Krisztus által viszi végbe az egyházban, és hogy a bűnbocsánat feltétele a valódi bűnbánat és a változásra tett ígéret, melyről a bűnvallással teszünk bizonyságot. A bűnvallás pedig a bűnök őszinte és nyilvános beismerése Isten és az emberek előtt.
A bűnbánat beteljesedése a szent eucharisztia vétele és a bűnbánó valódi megbékélése Istennel, és Krisztus parancsai szerint minden emberrel. Mindebből természetesen az következik, hogy a bűnbánónak őszintén kell törekednie arra, hogy távol tartsa magát a bűntől, megmaradjon az Isten iránti hűséges engedelmességben és a becsületes életben Isten és embertársai előtt.

### A szent kenet
A hagyományos ortodox gyakorlatban a Kenet szentsége közösségi szentség. Ez azt jelenti, hogy a hívők közül ahányan csak tudnak, összegyűlnek, hogy részt vegyenek az imában. Magához a szertartáshoz hét pap szükséges, az apostoli levelekből és az evangéliumokból pedig hét alkalommal olvasnak fel. Hét ima hangzik el, és hét ízben történik megkenés a szertartásra külön megszentelt olajjal. Bár nem mindig lehet a szentséget ilyen módon kiszolgáltatni, a szokásos gyakorlat még mindig az, hogy annyi pap és hívő gyűlik egybe, amennyi csak lehetséges.
A szent kenet szentségének kifejezett célja a gyógyítás és a bűnbocsánat. Mivel a testi gyógyulás nem mindig Isten akarata, ezért Krisztusnak az imája, hogy legyen meg Isten akarata, a szentség alapgondolatához tartozik. Ezen túlmenően, a szentség célja az, hogy a beteg test megkenése által az ember szenvedése megszentelődjék, és eggyé váljon Krisztus szenvedéseivel. Ily módon a test sebei megszentelődnek, és a beteg erőt kap ahhoz, hogy szenvedései ne a lélek halálára legyenek, hanem örök üdvösségre az Isten országában eljövendő feltámadásban és életben.
A halál elkerülhetetlenül eljön az ember számára. Mindenkinek meg kell halnia, még azoknak is, akik a gyógyulás által ideiglenesen haladékot kaptak, hogy több időt tölthessenek a földön. Így a beteg gyógyulása önmagában nem cél, csupán eszköz, amit Isten irgalma és kegyelme jeléül ad, hogy további lehetőséget biztosítson az embernek arra, hogy Érte és embertársaiért éljen ezen a világon.

### A házasság
A házasságot nem Krisztus hozta létre, nem Ő tette intézményessé. Mégis, az Úr egészen különleges értelmet és jelentőséget adott az emberek házasságának.
A házasság szentségében a nőnek és a férfinak megadatik az a lehetőség, hogy egy lélek és egy test legyen, amit önmagában semmilyen emberi szeretet sem képes biztosítani. A házasságban a keresztények a Szentlelket kapják meg, azért, hogy ami a földön elkezdődött ne érjen véget a halállal, hanem beteljesedjék, és a legtökéletesebb módon folytatódjék Isten országában.
Évszázadokon át nem volt külön esküvői szertartás az egyházban. A keresztény pár kifejezte kölcsönös szeretetét az egyházon belül, és megkapták Isten áldását egyesülésükre, amelyet Krisztus szent eucharisztiája pecsételt meg. Az egyház hivatalosan elismerte a pár összetartozását, Krisztus testének tagjává tette, így vált a házasság kereszténnyé, Isten tökéletes szeretetének teremtett képévé, amely örök, egyedülálló, oszthatatlan és örökké tartó.
Később külön szertartás alakult ki a házasság szentségére, melynek mintája a keresztség és bérmálás szentsége lett.
Az ortodox egyházban a házasság szentségének nincs "törvényi" jellege. A házasság nem jogi szerződés, nem tartalmaz sem fogadalmat sem esküt. A házasság szentsége lényegében az emberi szeretet "megkeresztelése és megerősítése" Istenben Jézus Krisztus által, a Szentlelken keresztül.
Természetesen a keresztény házasság szentségében csak azok részesülhetnek, akik az egyházhoz tartoznak, azaz a megkeresztelt és rendszeresen áldozó hívők. Az ortodox egyház ma is szigorúan ehhez a tanításhoz és gyakorlathoz tartja magát. A keresztények közötti egység hiányának tragédiája miatt azonban egy ortodox keresztény összeházasodhat egy megkeresztelt, nem ortodox kereszténnyel az egyház keretein belül, azzal a feltétellel, hogy mindketten őszintén munkálkodnak, és imádkoznak a Krisztusban való teljes egységükért, de anélkül, hogy bármilyen kényszert alkalmaznának, vagy erőszakkal uralkodni akarnának a másik felett. Annak az ortodox kereszténynek, aki házasságra lép egy nem ortodox kereszténnyel, az egyház szentségi imáit és áldását kell megszereznie ahhoz, hogy az ortodox egyház tagja maradhasson, és továbbra is részesülhessen a szent eucharisztiában.
Az ortodox tanítás szerint csak egyetlen házasság töltheti be azt a tökéletes értelmet és jelentőséget, amelyet Krisztus életünk e valóságának szánt. Így az ortodox keresztény hagyomány arra bátorítja az özvegyen maradt asszonyokat és férfiakat, hogy maradjanak hűségesek házastársukhoz, akik már meghaltak ennek a világnak, de élnek Krisztusban. Az ortodox hagyomány ugyanezen az alapon az ideiglenes "együttélést", az alkalmi szexuális viszonyokat, a különféle emberekkel folytatott szexuális kapcsolatot, az azonos neműek közötti szexuális érintkezést és a házasságnak különéléssel és válással végződő megszakítását ellenkezőnek tartja azzal az emberi tökéletességgel, amelyet Isten Jézus Krisztusban nyilvánított ki. A bűnbánat, a bűnök őszinte megvallása, és a békés együttélés őszinte ígéretével azonban az ortodox egyház megtartja a második házasság szertartását is azok számára, akiknek nem sikerült teljesíteniük a házasságnak Krisztus által tanított eszményi feltételeit. Az is az egyház gyakorlatához tartozik, hogy nem zárja ki második házasságban élő tagjait a szent áldozás szentségéből, ha őszintén akarják az Istennel való eucharisztikus közösséget, és ha teljesítik az egyház életében való részvétel minden egyéb feltételét.
A már megfogant gyermek abortusza az ortodox egyházban szigorúan tilos, és semmilyen módon sem igazolható, mert végrehajtása a legnagyobb erkölcsi kockázattal jár, és igen komoly bűnbánatot követel még olyan szélsőséges esetekben is, amikor az anyát helyrehozhatatlan sérülés fenyegeti, vagy a szülés alatt valószínűleg meghalna. Ilyen kivételes esetekben egyedül az anyának kell vállalnia a döntést, és fel kell készülnie arra, hogy tettéért Isten elé álljon, és az Ő isteni irgalmát kérje.

### A papi rend
Ortodox meggyőződés szerint a keresztény egyház egyetlen papja, pásztora és tanítója maga Krisztus. Egyedül Ő vezeti népét, Ő uralkodik fölötte. Egyedül Ő bocsátja meg a bűnöket, és Ő az, Aki közösséget ajánl fel Istennel, az Atyával.
Az ortodox hit szerint Krisztus nem hagyta el népét, hanem együtt van egyházával, mint annak élő és egyetlen feje. Krisztus a Szentlélek által tevékenyen jelen van egyházában.
Az egyházi rend szentsége a keresztény egyházban objektív biztosítékot nyújt Krisztusnak népével való állandó együttlétére. Az egyház püspökeinek, papjainak és diakónusainak az a szerepük, szolgálatuk, hogy láthatóvá tegyék Krisztus tevékeny együttlétét népével. A papság tehát nem Krisztus nevében, vagy Krisztus helyett szolgál, mintha ő maga nem lenne jelen. A papság nem Krisztus helytartója, helyettese vagy képviselője.
A papságnak három fokozata van: püspökök, papok, diakónusok.

## Eltérések más keresztény felekezetektől

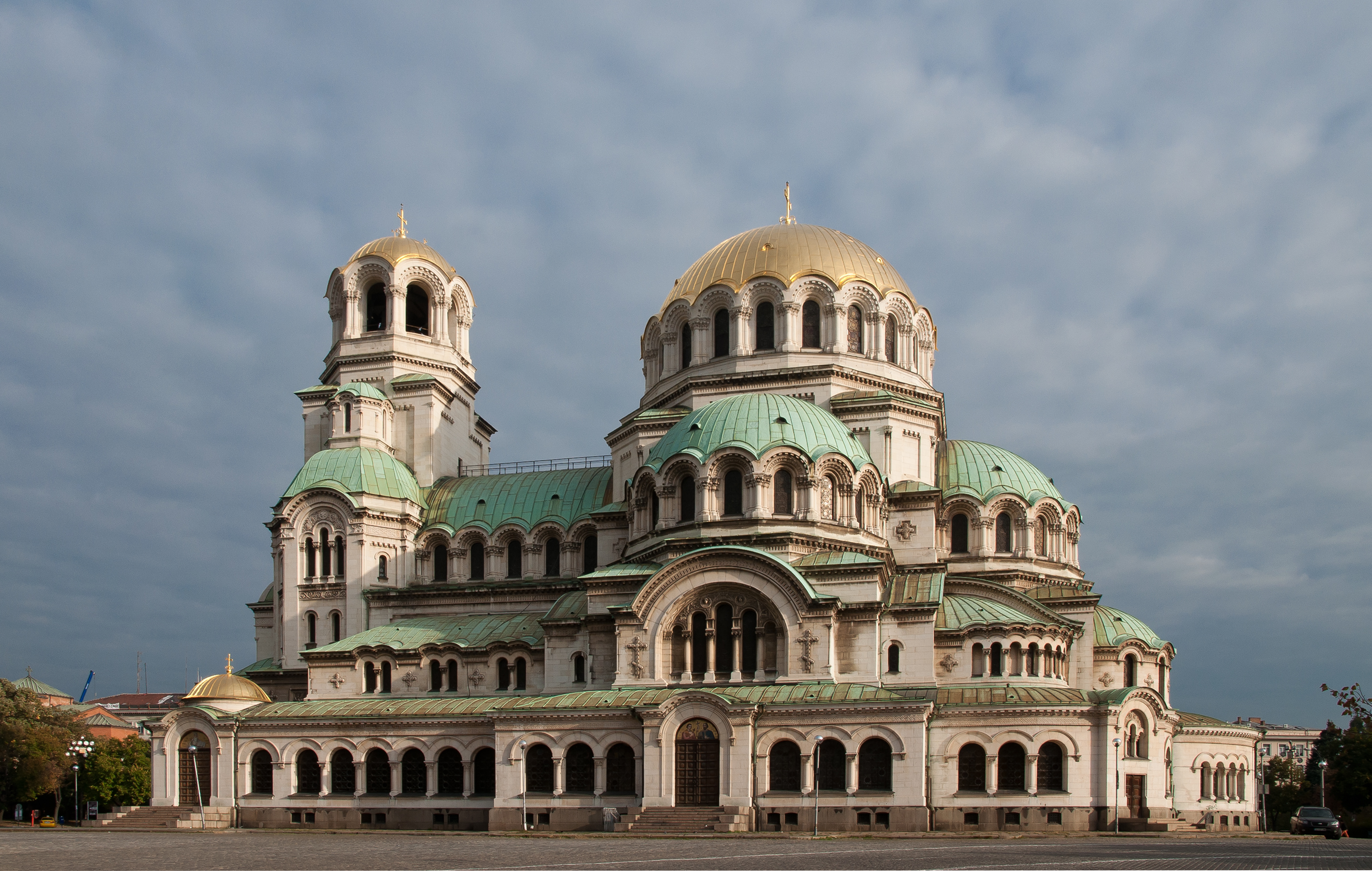
A szófiai Alekszandr Nyevszkij-székesegyház az egyik legnagyobb ortodox székesegyház Európában

### Katolicizmus
Az ortodoxia elutasítja a római pápa primátusának és tévedhetetlenségének tanát. Tagadja azt a tételt is, amely szerint a Szentlélek nemcsak az Atyától, hanem „a Fiútól is” (Filioque) származik. Szintén elveti Isten és a szentek szoborként való ábrázolásának gyakorlatát. Nem képezik részét az ortodox hitnek azok a tételek sem, amelyek a katolicizmusban az egyházszakadást követő időszakban tematizálódtak. Ilyen egyebek közt a purgatórium kérdése, illetve Szűz Mária szeplőtelen fogantatása. További részletek a nagy egyházszakadásnál.

### Protestantizmus
A reformáció egyházaival szemben az ortodoxok nem kettő, hanem hét szentséget ismernek el. Ebből adódóan vallják a szolgálati papság intézményét is, s azt visszavezetik az apostolokra. Az ortodoxok elutasítják a sola Scriptura (csak a Szentírás) elvét, és vallják mind a szentek tiszteletét, mind Krisztus ábrázolhatóságát.

## Egyházszervezet

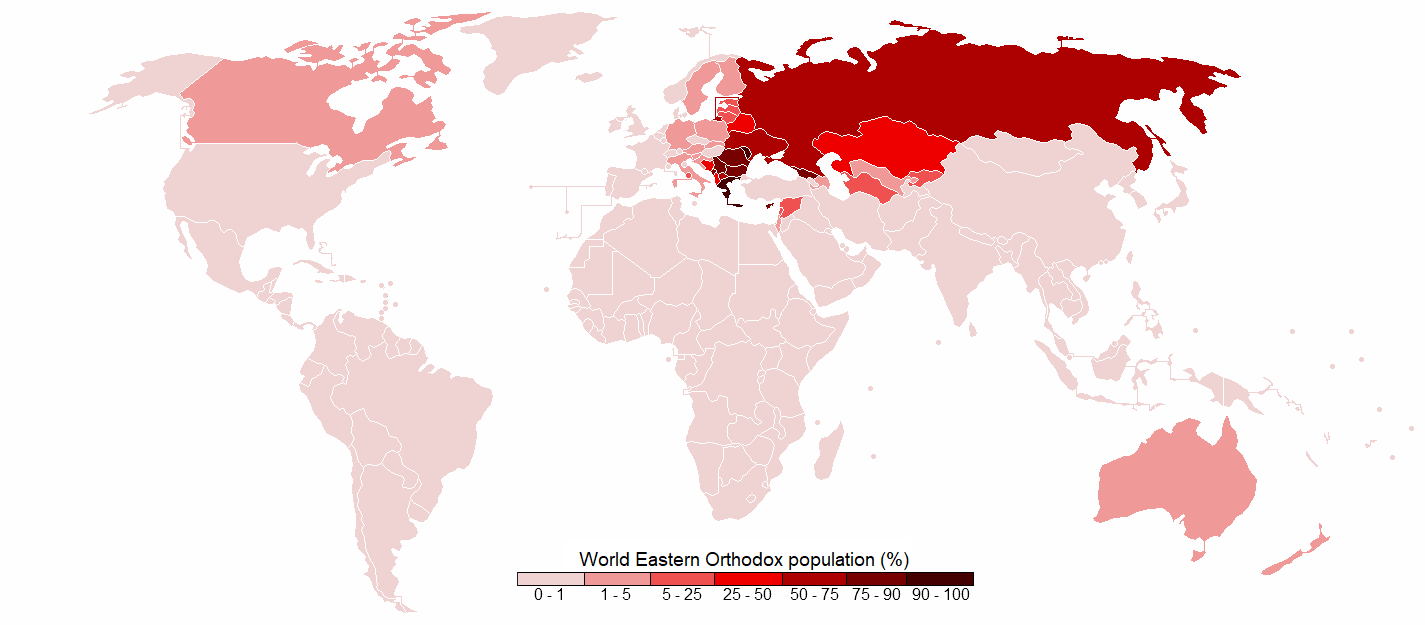
Az ortodox kereszténység térképe a népesség százaléka alapján

A katolikus egyháztól eltérően, az ortodox egyházaknak nincs központi irányításuk. Ezek egymástól független egyházak, amelyek eredetileg a Bizánci Birodalom egyes tartományaiban kialakult patriarchátusoknak feleltek meg. Mivel a Római Egyház – ortodox szempontból – szakadár lett 1054-ben, ezért azóta az egymástól adminisztratív értelemben teljesen független ortodox keresztény egyházak vezetői között a tiszteletbeli elsőséget az egyetemes (konstantinápolyi) pátriárka élvezi, a konstantinápolyi ortodox egyház (más nevén: Egyetemes Pátriárkátus) vezetője. Ez a tiszteletbeli elsőség kimerül abban, hogy az összortodox konferenciákon ő elnököl.

## Rítusok
A katolikus szóhasználattal ellentétben az ortodoxia nem rítusokról, hanem  ‘helyi egyházakról’  beszél. A különböző szóhasználat ellenére, a fogalom lényegileg ugyanaz: az az eredeti egyházi  tradíciók  szocio-kulturális alkalmazkodásból, inkulturációból  fakadó természetes osztódása, helyi körülményekhez igazodását jelenti, ami a  ‘helyi egyházak’ kialakulásához  vezetett.Az  ortodox egyházak tradíció-náció szerinti tagozódása nagy vonalakban  megegyezik a keleti katolikus egyházak rítus szerinti elrendeződésével.  Ez egyáltalán nem meglepő, hiszen az utóbbiak unióik révén éppen  az egyes ortodox egyházakból váltak ki. Az egyházak közötti akatolikus/katolikus  párhuzam így csak néhány (kivételes) esetben nem létezik, olyankor  tudniillik amikor az uniós törekvések vagy kudarcot vallottak (szerb  ortodox egyház) vagy éppen ellenkezőleg teljes körű sikerrel jártak  (malabár, maronita és italo-albán egyház).
Jelenleg a következő rítusokat különböztetjük meg:
- a konstantinápolyi tradíció leágazásaiként megkülönböztetjük a bizánci-görög, bizánci-szláv és a grúz rítust, ezeken belül minden egyház saját alváltozattal rendelkezik, helyi nyelven, ide tartozik az összes többi ortodox egyház,
- latin rítus: új jelenség, az orosz ortodox egyházhoz tartozó autonóm nyugat-európai ortodox egyház és az antiochiai ortodox egyház egyes templomaiban alkalmazzák.

## Ortodox egyházak napjainkban

### Autokefál ortodox egyházak

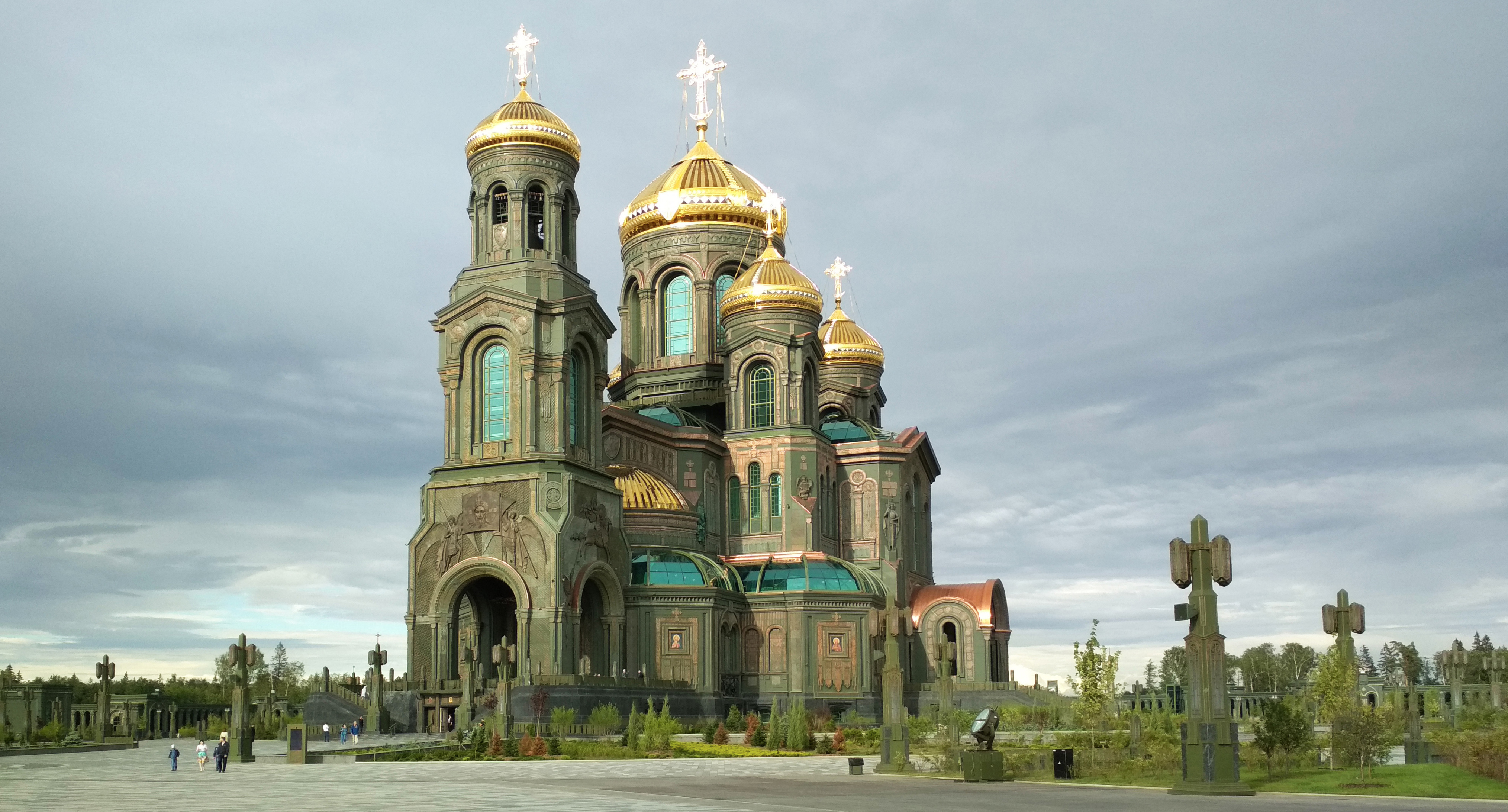
Orosz Fegyveres Erők főtemploma

Napjainkban összesen tizenöt önálló (autokefál) ortodox egyház van (zárójelben a körülbelüli taglétszám):
- Konstantinápolyi ortodox egyház (2 millió)
- Alexandriai ortodox egyház (250 ezer)
- Antiochiai ortodox egyház (1 millió)
- Jeruzsálemi ortodox egyház (több százezer)
- Orosz ortodox egyház (159 millió)
- Grúz ortodox egyház (2 millió)
- Szerb ortodox egyház (8 millió)
- Román ortodox egyház (16 millió)
- Bolgár ortodox egyház (6 millió)
- Ciprusi ortodox egyház (500 ezer)
- Görög ortodox egyház (10 millió)
- Albán ortodox egyház (600 ezer)
- Lengyel ortodox egyház (550 ezer)
- Cseh–szlovák ortodox egyház (150 ezer)
- Amerikai ortodox egyház (1 millió)

### Autonóm ortodox egyházak
Létezik 10 félig önálló (autonóm) ortodox egyház is, melyek valamely autokefál ortodox egyház fennhatósága alatt működnek:
- Sínai ortodox egyház (a jeruzsálemi ortodox egyház vezetése alatt)
- Finn ortodox egyház (60 ezer) (a konstantinápolyi ortodox egyház vezetése alatt)
- Japán ortodox egyház (az orosz ortodox egyház vezetése alatt)
- Kínai ortodox egyház (az orosz ortodox egyház vezetése alatt)
- Észt apostoli ortodox egyház (20 ezer) (a konstantinápolyi ortodox egyház vezetése alatt)
- Ukrán ortodox egyház (35 millió) (az orosz ortodox egyház vezetése alatt, az ukrán ortodoxok Moszkvához hű többsége)

- Moldáv ortodox egyház (az orosz ortodox egyház vezetése alatt)
- Besszaráb ortodox egyház (a konstantinápolyi ortodox egyház vezetése alatt)
- Lett ortodox egyház (az orosz ortodox egyház vezetése alatt)
- Nyugat-európai ortodox egyház (az orosz ortodox egyház vezetése alatt)
- Ohridi szerb érsekség (a szerb ortodox egyház vezetése alatt)

### El nem ismert ortodox egyházak
Egyéb de facto létező ortodox egyházak, melyek mindenben az ortodox hitelvek alapján állnak, azonban – elsősorban politikai és egyházszervezési okokból – nincsenek elismerve a többi ortodox egyház által, ezért azokkal nem is állnak közösségben:
- Macedón ortodox egyház
- Ukrán ortodox egyház (kijevi patriarchátus) (az ukrán ortodoxok Moszkvától elszakadt kisebbsége)
- Ukrán autokefál ortodox egyház (a harmadik ukrán ortodox felekezet)
- Montenegrói ortodox egyház
- Belarusz ortodox egyház
- Olasz ortodox egyház
- Török ortodox egyház
- Réginaptári román ortodox egyház
- Bolgár réginaptári ortodox egyház
- Görög ortodox egyház (ellenálló szinódus)

### Magyarországon
A magyarországi ortodox keresztények 5 különböző ortodox egyház joghatóságához tartoznak. Ezek a kánoni joghatóságok:
- Orosz ortodox egyház
- Szerb ortodox egyház
- Román ortodox egyház
- Bolgár ortodox egyház
- Konstantinápolyi ortodox egyház

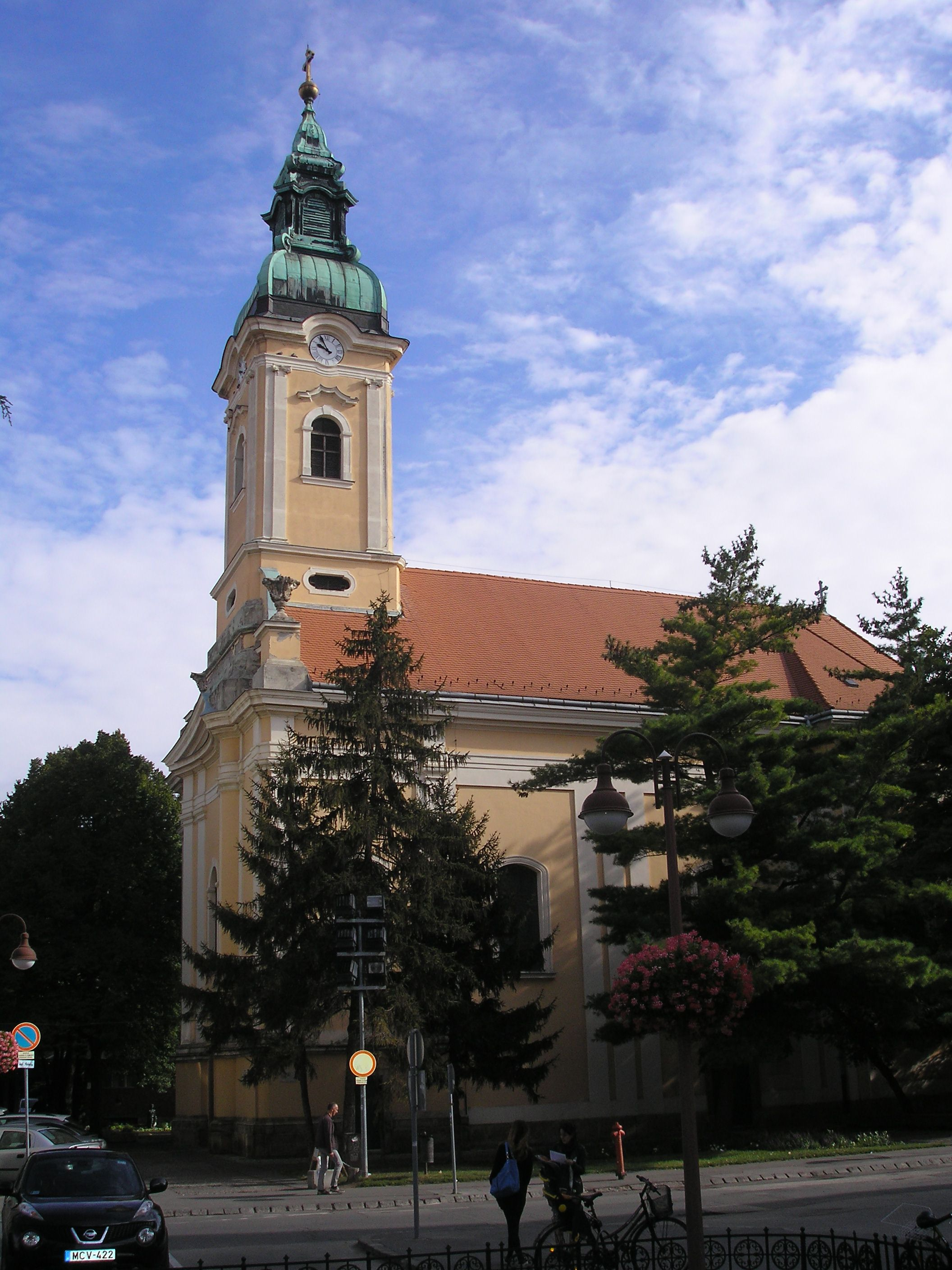
Szent Miklós szerb ortodox templom, Szeged
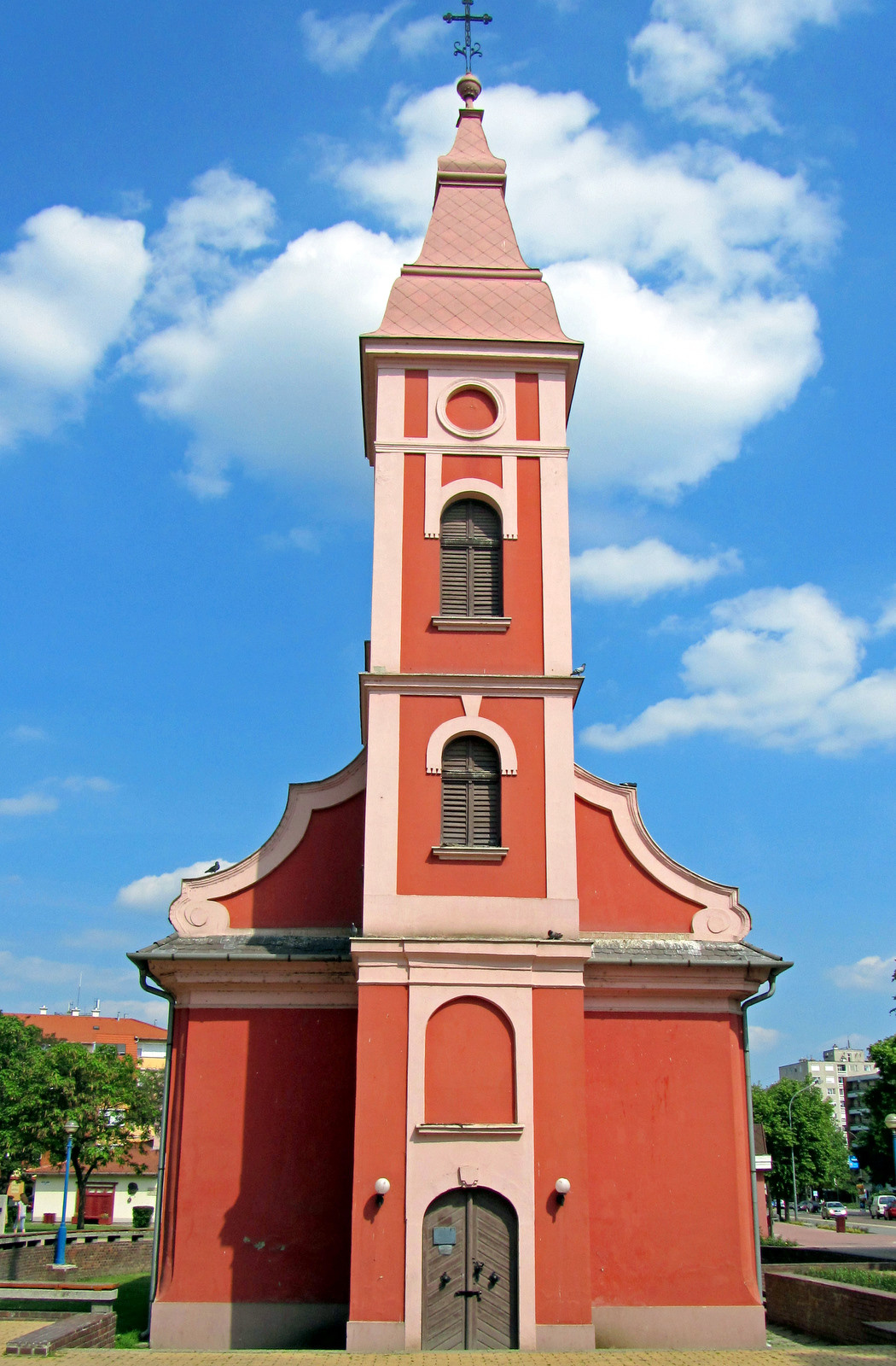
Szentesi templom
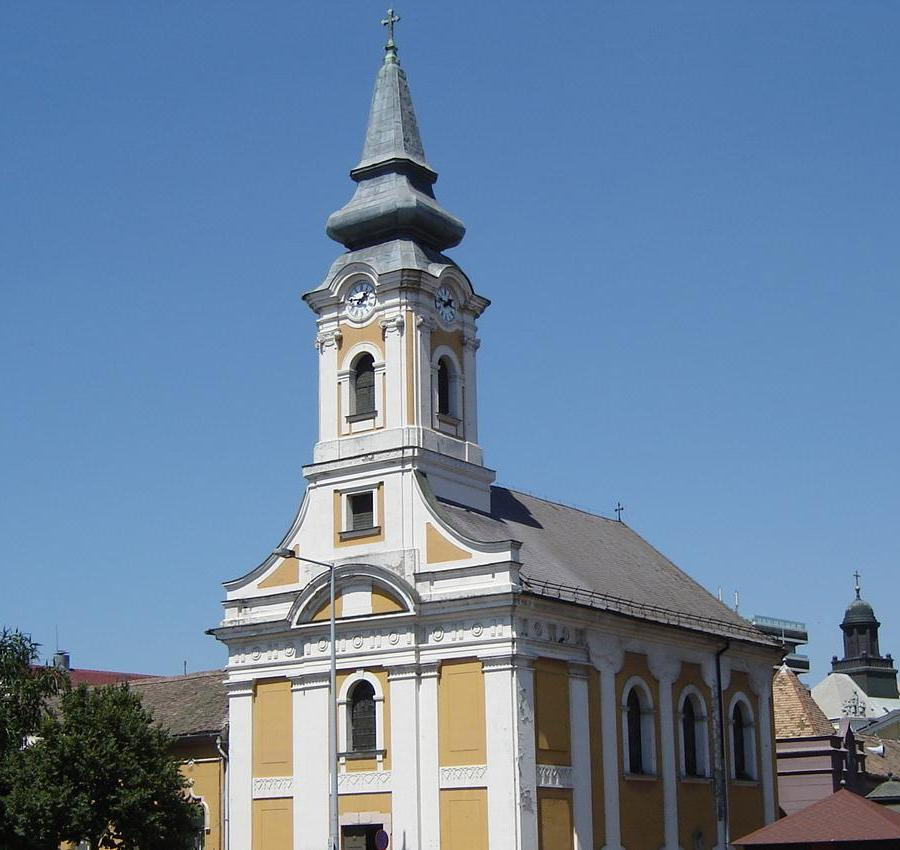
Kecskeméti templom
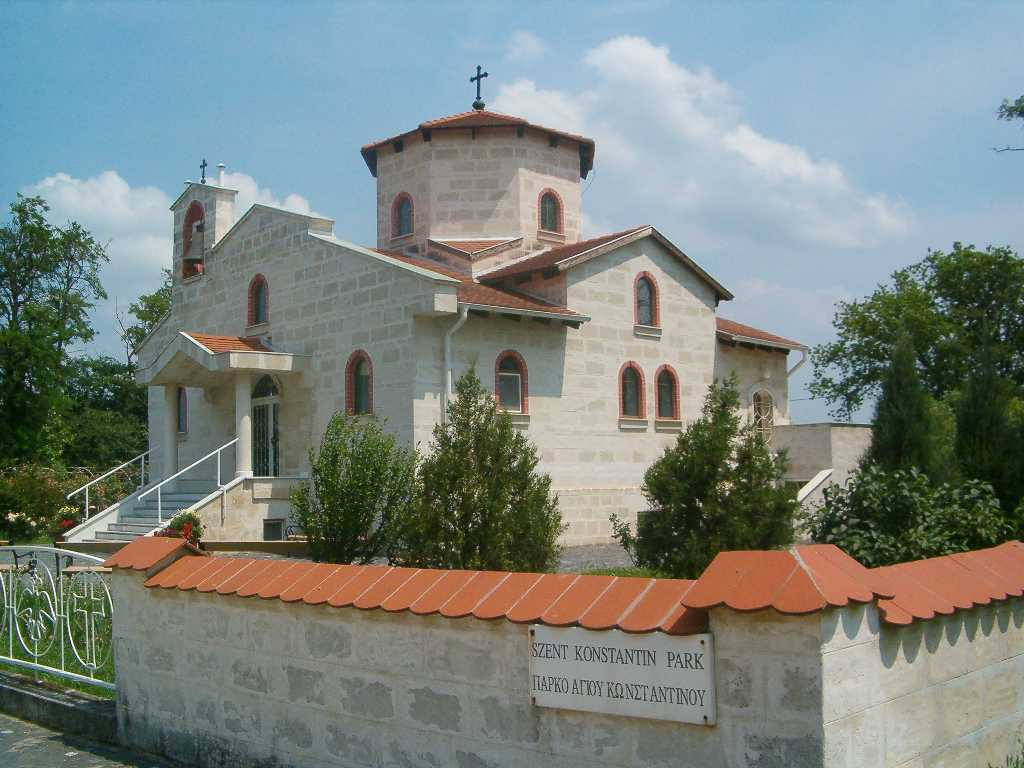
Beloianniszi templom
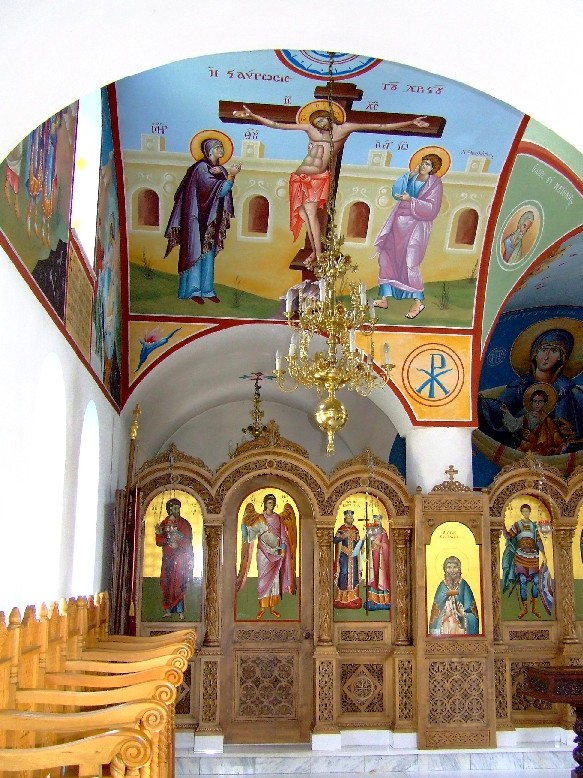
A beloianniszi templom belseje

## Az "ortodox" névvel jelölt egyéb egyházak
Tágabb értelemben gyakran az ortodox kereszténységhez sorolják azt a hat úgynevezett antikhalkedóni egyházat is, amelyek a 451-ben tartott khalkédóni zsinat hittételeit nem fogadták el, és így elszakadtak a többi kereszténytől. Bár önmagukat ezek az ősi keleti keresztény egyházak is ortodoxnak nevezik, a khalkedóni zsinatot elfogadó ortodox egyházak nem tekintik őket annak. Ezért nem tartoznak az egymást kölcsönösen elismerő, szűkebb értelemben vett ortodox egyházak közé, hanem antikhalkédóni egyházak vagy – az asszír keleti egyházat is beleértve – ókeleti egyházak névvel szokás jelölni őket. Angolul az ortodox egyházakat és az antikhalkedóni egyházakat egyaránt „keleti ortodox egyházaknak” nevezik, a megkülönböztetés érdekében azonban két különböző szót használva: a szűkebb értelemben vett ortodox egyházakat az Eastern Orthodox, míg az antikhalkédóni egyházakat az Oriental Orthodox forma jelöli (mindkettő jelentése „keleti ortodox”).
A következő hat egyház tartozik ide:
- Etióp ortodox egyház
- Eritreai ortodox egyház
- Indiai ortodox egyház
- Kopt ortodox egyház
  - Brit ortodox egyház  (a kopt ortodox egyház autonóm részegyháza)
- Örmény apostoli ortodox egyház
  - ciliciai katolikatosz (az örmény apostoli ortodox egyház autonóm részegyháza)
  - Jeruzsálemi örmény patriarchátus (az örmény apostoli ortodox egyház autonóm részegyháza)
  - Konstantinápolyi örmény patriarchátus (az örmény apostoli ortodox egyház autonóm részegyháza)
- Szír ortodox egyház
  - Szír malankara ortodox egyház (a szír ortodox egyház autonóm részegyháza)

## Statisztika
| irányzat                                 | hívek száma   | a kereszténység % -ban | a világnépesség % -ban |
| ---------------------------------------- | ------------- | ---------------------- | ---------------------- |
| Katolikus egyház                         | 1 094 610 000 | 50,1                   | 15,9                   |
| Protestantizmus                          | 800 640 000   | 36,7                   | 11,6                   |
| Ortodox kereszténység                    | 260 380 000   | 11,9                   | 3,8                    |
| Más keresztények (Szentháromság-tagadók) | 28 430 000    | 1,3                    | 0,4                    |
| Kereszténység                            | 2 184 060 000 | 100                    | -                      |

Országok jelentősebb ortodox keresztény lakossággal (%-arány):
- Görögország – 98%
- Moldova (Dnyeszter Menti Köztársasággal együtt) – 97%
- Románia – 87%
- Grúzia – 84%
- Szerbia – 84%
- Bulgária – 83%
- Fehéroroszország – 80%
- Ukrajna – 80%
- Oroszország – 79%
- Ciprus (Észak-Ciprussal együtt) – 78%
- Montenegró – 74%
- Észak-Macedónia – 65%
- Bosznia-Hercegovina – 44%
- Kazahsztán – 44%
- Lettország – 35%
- Albánia – 20%
- Kirgizisztán – 20%
- Észtország – 14%
- Türkmenisztán – 9%
- Üzbegisztán – 9%
- Tádzsikisztán – 7%
- Libanon – 5%
- Litvánia – 5%
- Horvátország – 4%
- Szlovákia – 4%
- Azerbajdzsán – 3%
- Izrael – 2%
- Lengyelország – 2%
- Kanada – 2%
- Svájc – 2%
- Szíria – 2%
- Szlovénia – 2%

### Megjegyzés
1. ↑  Nem azonos az ortodoxiával, amely egy tanítás eredetiségét hangsúlyozó kifejezés.
2. ↑  „A »görög keleti« elnevezés ellen három évtized óta indítottuk meg a harcot, s ez hazánk felszabadulása után végre meg is hozta a gyümölcsét: Egyházunk ma Magyarországon is hivatalosan orthodoxnak nevezheti magát, ugyanúgy, mint mindenütt az egész világon. […] azért nem vállaljuk a »görög keleti« jelzőt, mert diszkrimináló, és ugyanakkor semmiféle tekintetben nem fejezi ki Egyházunk és hitünk jellegét, sőt éppen ellenkezőleg, elködösíti, eltünteti azt.” – Berki Feriz (ed.): Az orthodox kereszténység (2. ed.), Budapest, Magyar Orthodox Adminisztratúra, 1984., 14. old.